# Орегонский договор
Орегонский договор (англ. Oregon Treaty) — договор, заключённый 15 июня 1846 года между Соединёнными Штатами Америки и Соединённым королевством Великобритании и Ирландии, и установивший границу между американскими и английскими владениями на Орегонской земле.

## Предпосылки
Согласно договору 1818 года, граница между США и Британской Северной Америкой была проведена вдоль 49-й параллели от штата Миннесота до Скалистых гор. Территория Орегон, расположенная к западу от Скалистых гор, признавалась свободной для совместного использования англичанами и американцами.
Американцы неоднократно пытались добиться полного контроля над Орегоном. Во время президентских выборов 1844 года демократы включили в свою программу заявление о том, что претензии США на всю территорию Орегон «ясны и неоспоримы». По итогам выборов президентом стал кандидат от демократической партии, Джеймс Полк. Вступив в свои полномочия, Полк предложил Великобритании провести границу между английскими и американскими владениями в Орегоне вдоль 49-й параллели. Однако англичане настаивали на более южной границе, проходящей по реке Колумбия. Это привело к возрастанию напряжения между странами. В конгрессе образовалась группа экспансионистов, выступающих за присоединение всего Орегона вплоть до 54° 40′ с. ш., то есть до южной границы русской Аляски. В стране стал набирать популярность лозунг «54°40′ или война» («Fifty-Four Forty or Fight»), авторство которого приписывается сенатору Уильяму Аллену. Летом 1845 года Великобритания и США направили к побережью военные корабли.
Однако в 1846 году началась американо-мексиканская война. США не могли позволить себе вести войну на два фронта, поэтому они вновь стали искать компромисс в вопросе об Орегоне. На этот раз было найдено решение, устроившее обе стороны, и в июне 1846 г. договор был заключён.

## Договор
Договор был подписан 15 июня 1846 года в Вашингтоне. США были представлены государственным секретарём Бьюкененом, а Великобритания — посланником Пэкингемом. Договор включал в себя следующие положения:
- граница между английскими и американскими владениями проведена по 49-й параллели, при этом остров Ванкувер целиком остался за Великобританией;
- судоходство по проливам южнее 49° с. ш. осталось открытым для обеих сторон;
- собственность компании Гудзонова залива, расположенная на американской территории, остаётся неприкосновенной.

## Последствия
Из-за неточностей в тексте договора участок границы, проходящий через острова Сан-Хуан, был определён неоднозначно. Эта неоднозначность привела в 1859 г. к территориальному конфликту, также известному как Свиная война. Также это привело к появлению Поинт Робертс, полуэксклава США на южном побережье материковой Британской Колумбии.
Континентальная граница между США и Канадой, установленная Орегонским договором, впоследствии не менялась. Сегодня на территории Орегон расположены канадская провинция Британская Колумбия, американские штаты Вашингтон, Орегон, Айдахо, частично — штаты Вайоминг и Монтана.